# 全日本アームレスリング選手権大会
JAWA全日本アームレスリング選手権大会（JAWAぜんにほんアームレスリングせんしゅけんたいかい）は、JAWA日本アームレスリング連盟が主催するアームレスリングの全国大会である。

## 概要
第1回は1977年に開催。以来毎年11月頃に墨田区内（現在はすみだリバーサイドホール）で開催されている。
階級制でダブルイリミネーショントーナメント（敗者復活ありで行われ選手は２敗するまで戦う）
2003年（平成15年）1月12日、JAWAを脱退したグループがオールジャパンアームレスリング連盟(AJAF)を設立。2003年からAJAFが独自の国内選手権を開催しているため、国内統一で行われた全日本選手権は第20回（2002年）までである。

## 大会一覧
| 回     | 開催年月日     | 会場                     | 開催地       | 実施階級                                                                                |
| ------ | -------------- | ------------------------ | ------------ | --------------------------------------------------------------------------------------- |
| 第1回  | 1977年5月22日  | スポーツ会館             | 東京都新宿区 | 男子・軽量級(65kg未満)、中量級(80kg未満)、重量級(80kg以上)、グランド･チャンピオン決定戦 |
| 第2回  | 1978年6月25日  | スポーツ会館             | 東京都新宿区 | 男子・軽量級(65kg未満)、中量級(80kg未満)、重量級(80kg以上)                              |
| 第23回 | 2005年10月16日 |                          | 日本の旗     |                                                                                         |
| 第25回 | 2007年11月24日 | すみだリバーサイドホール | 東京都墨田区 |                                                                                         |
| 第26回 | 2008年11月2日  |                          | 東京都墨田区 |                                                                                         |
| 第29回 | 2011年9月25日  |                          | 東京都墨田区 |                                                                                         |
| 第31回 | 2013年9月23日  | 墨田区総合体育館         | 東京都墨田区 |                                                                                         |
| 第32回 | 2014年11月3日  | 墨田区総合体育館         | 東京都墨田区 | 男子左10階級・右10階級                                                                  |
| 第33回 | 2015年8月9日   | 墨田区総合体育館         | 東京都墨田区 | 女子左4階級・右4階級、男子左10階級・右10階級                                            |
| 第34回 | 2016年12月18日 | 墨田区総合体育館         | 東京都墨田区 | 女子左4階級・右4階級、男子左10階級・右10階級                                            |
| 第35回 | 2017年11月4日  | 墨田区総合体育館         | 東京都墨田区 |                                                                                         |
| 第36回 | 2018年11月24日 | 墨田区総合体育館         | 東京都墨田区 |                                                                                         |
| 第37回 | 2019年11月2日  | 墨田区総合体育館         | 東京都墨田区 | 女子左4階級・右4階級、男子左8階級・右8階級                                              |

## 階級

### 階級の変遷
- 第1回大会（1977年）から第5回大会（1987年）は、右のみ軽量級・中量級・重量級の3階級で実施。
- 第6回（1988年）と第7回（1989年）は、右のみフェザー級（60kg未満）・ライト級（70kg未満）・ミドル級（80kg未満）・ライトヘビー級（90kg未満）・ヘビー級（90kg以上）の5階級で実施。
- 第8回（1990年）から左が新設され無差別級で実施。右は前回大会と同一階級で実施。
- 第9回（1991年）は、左・75kg未満と75kg以上の2階級、右・【60kg未満】【70kg未満】【80kg未満】【90kg未満】【90kg以上】の5階級で実施。
- 第10回（1992年）と第11回（1993年）は、左・【70kg未満】【95kg未満】【95kg以上】の3階級、右・【65kg未満】【75kg未満】【85kg未満】【95kg未満】【105kg未満】【105kg以上】の6階級で実施。
- 第12回（1994年）から第14回（1996年）は、左・【72kg未満】【95kg未満】【95kg以上】の3階級、右・【60kg未満】【65kg未満】【72kg未満】【80kg未満】【90kg未満】【90kg以上】の6階級で実施。
- 第15回（1997年）は、左・【60kg未満】【70kg未満】【80kg未満】【90kg未満】【90kg以上】の5階級、右・【55kg未満】【60kg未満】【65kg未満】【70kg未満】【75kg未満】【80kg未満】【90kg未満】【90kg以上】の8階級で実施。
- 第16回（1998年）から第18回（2000年）は、左・【50kg未満】【60kg未満】【70kg未満】【80kg未満】【90kg未満】【100kg未満】【100kg以上】の7階級、右・【50kg未満】【55kg未満】【60kg未満】【65kg未満】【70kg未満】【75kg未満】【80kg未満】【85kg未満】【90kg未満】【100kg未満】【100kg以上】の11階級で実施。
- 第19回（2001年）から第20回（2002年）は、階級が左右統一され、【55kg未満】【60kg未満】【65kg未満】【70kg未満】【80kg未満】【90kg未満】【100kg未満】【100kg以上】の8階級で実施。

### 現在の階級
(2019年11月現在）
男子ライト・レフトハンド
- -57kg
- -63kg
- -70kg
- -78kg
- -75kg
- -86kg
- -95kg
- -105kg
- 無差別級

女子ライト・レフトハンド
- -52kg
- -55kg
- -65kg
- 無差別級